# Boerenklap
De Boerenklap is een voormalig waterschap in de Nederlandse provincie Groningen.
Het waterschap had als taak ƒ 2.000 bijeen te brengen, om de weg langs de westzijde van het Muntendammerdiep door de gemeente Zuidbroek te laten onderhouden en te laten vernieuwen, inclusief het bedienen van de brug de Boerenklap over dat diep.
De weg wordt sinds 2018 beheerd door de gemeente Midden-Groningen, terwijl de brug is afgebroken.